# ARKis
ARKis 是台灣踢帕娛樂旗下八人男子音樂組合，為選秀節目《原子少年2》人氣團，成員由Alex 、黃崇峻、Vin、鄭彫秦、禾雁凱、伍承慶、李東翰及李定所組成，2024年12月29日於原少A2畢業演唱會正式出道。 

## 官方設定

### 團名含義
團名於2024年12月29日正式公布為『ARKis』，「ARK」代表承載著希望，也象徵著重生；「is」代表了確定性，也是希望的具象化；「我們的存在即光芒」傳遞的是一種無畏無懼、堅定信念的態度。

### 粉絲名
官方粉絲名稱於2025年1月20日公布為「Kiss」，象徵Keep In Support of ARKis，同時也為ARKis的複數延伸，代表粉絲和我們一體相連是永遠的後盾與支持。

### 應援色
官方應援色（代表色）於2025年1月20日公布為「白色」，包含光譜中的所有顏色光且明度最高，如同八人八色匯聚成熾熱白光，閃耀這個世界。

## 成員列表
| 中文   | 英文   | 出生日期       | 定位             | 代表動物 | 個人經紀公司 |
| ------ | ------ | -------------- | ---------------- | -------- | ------------ |
| 葉志廷 | Alex   | 2000年5月24日  | 隊長、饒舌、門面 | 老鷹     | 益極娛樂     |
| 黃崇峻 | JUN    | 2001年2月12日  | 主唱、全能       | 豹       | 益極娛樂     |
| 黃嘉楷 | Vin    | 2003年2月15日  | 饒舌、副主唱     | 鹿       | 踢帕娛樂     |
| 鄭彫秦 | Brian  | 2003年7月19日  | 副主唱、發言     | 長頸鹿   | 益極娛樂     |
| 禾雁凱 | Kai    | 2003年9月26日  | 領唱、門面       | 北極熊   | 踢帕娛樂     |
| 伍承慶 | Mikey  | 2003年11月11日 | 主唱、創作       | 獅子     | 本勢娛樂     |
| 李東翰 | Dawnie | 2004年4月10日  | 主舞、領唱       | 天鵝     | 踢帕娛樂     |
| 李定   | Din    | 2004年5月22日  | 忙內、主舞       | 蛇       | 益極娛樂     |

## 音樂作品

### 數位單曲
- 2025-01-20末日有我Apocalypse

### 迷你專輯
- 2025-03-12《ARK》[5][6]

## 外部連結
- ARKis的Instagram帳戶
- ARKis的Facebook帳戶
- YouTube上的ARKis頻道